# Charles-Émile Gadbois
Pour les articles homonymes, voir Gadbois.
Charles-Émile Gadbois est un prêtre catholique, musicien et folkloriste québécois né le 1er juin 1906 à Saint-Barnabé-Sud et mort le 24 mai 1981 à Montréal, quelques jours avant son 75e anniversaire,. Il a fondé le poste de radio CJMS (fusionné avec CKAC) et a créé en 1937 le recueil de chansons francophones La Bonne Chanson.

## Fondation Abbé Charles-Émile Gadbois
Raoul Gadbois, un philanthrope québécois, a créé en 1986 la Fondation Abbé Charles-Émile Gadbois, « du nom de son frère décédé en 1981, ce religieux qui a implanté dans toutes les chaumières du Québec et même au-delà le goût de chanson de la France profonde, celle puisée dans le répertoire de Théodore Botrel dont il a acquis les droits d'auteur et qu'il a enrichi d'une centaine de chansons de son cru pour constituer la série des dix albums de La Bonne Chanson ».
La mission de cette fondation était d’attribuer des bourses de perfectionnement à de jeunes chanteurs. Ainsi, de 1986 à 1993, plus de 164 bourses sont versées dans les catégories classique et semi-classique. En 1998 cependant, Raoul Gadbois se tourne vers la Faculté de musique de l’Université de Montréal pour poursuivre cette mission. Sa fondation est maintenant intégrée aux fonds de bourses capitalisés de la Faculté de musique de l’Université de Montréal sous le nom Fonds Abbé Charles-Émile-Gadbois de l’Université de Montréal. Un premier don de 100 000 $ a été fait en 1998 et un second, de 50 000 $, en 2001. Grand ami de la Faculté de musique, Raoul D. Gadbois est décédé en août 2002 ».
Les droits d’impression et de diffusion de La Bonne Chanson ont été acquis en 1991 par la maison d'édition Louise Courteau Éditrice.

## Hommages
La rue Gadbois a été nommée en son honneur, dans la ville de Québec, en 1970.